# Détachement des mers du Sud
Le détachement des mers du Sud (南海支隊, Nankai Shitai) de l'armée impériale japonaise est une force de la taille d'une brigade formée en 1941 pour la prise des groupes d'îles du Pacifique Sud de Wake, de Guam et de Gilbert. 

## Histoire
Faisant partie de la Force des mers du Sud, le détachement relevait du commandement et du contrôle de la marine impériale japonaise. Il appartenait à la 55e division et était commandé par le général de division Tomitarō Horii. 
Ses unités étaient les suivantes :
- 144e régiment d'infanterie avec 2 700 hommes
- 1er bataillon du 55e régiment d'artillerie de montagne avec 750 hommes et 12 canons de montagne de 75 mm
- 3e escadron 55e régiment de cavalerie
- 1re compagnie 47e bataillon d'artillerie anti-aérienne.
- Compagnie d'artillerie d'infanterie du 144e régiment d'infanterie
- Ingénieurs, Communications, Transport et 3 détachements médicaux.

Le détachement devait être utilisé pour s'emparer de Guam mais fut détourné vers Wake après la tentative initiale infructueuse de la marine de s'emparer de l'atoll, où celle-ci subi quelques pertes. L'unité a ensuite rejoint la 55e division pour la campagne de Nouvelle-Guinée.